# Chicago Motor Speedway
Chicago Motor Speedway es un óvalo situado en la localidad de Cicero, estado de Illinois, Estados Unidos, en las afueras de la ciudad de Chicago. Fue construido en el año 1999 por iniciativa de Charles Bidwell y Chip Ganassi. Tenía un diseño tradicional de dos curvas de apenas 6 grados de peralte, conectadas por dos rectas relativamente largas, con una longitud de 1,029 millas (1.656 metros). Debido a las consecuencias que la crisis de las puntocom generó en el automovilismo estadounidense, las instalaciones de Chicago Motor Speedway fueron cerradas en 2003 y más tarde demolidas por completo.

Chicago Motor Speedway

El óvalo albergó una fecha de la serie CART desde 1999 hasta 2002, acompañada por la Indy Lights en 1999 y 2000 y por la Fórmula Atrlantic en 1999 y 2001. Allí se filmaron escenas de la película Driven, que trata sobre la CART. Además, la NASCAR Truck Series visitó el circuito en 2000 y 2001.

## Ganadores

### CART, Indy Lights y Fórmula Atlantic
| Año  | CART               | CART               | CART        | Indy Lights | Fórmula Atlantic |
| Año  | Piloto             | Automóvil          | Equipo      | Indy Lights | Fórmula Atlantic |
| ---- | ------------------ | ------------------ | ----------- | ----------- | ---------------- |
| 1999 | Juan Pablo Montoya | Reynard Honda      | Ganassi     | Scott Dixon | Sam Hornish Jr.  |
| 2000 | Cristiano da Matta | Reynard Toyota     | PPI         | Scott Dixon | -                |
| 2001 | Kenny Bräck        | Lola Ford-Cosworth | Rahal       | -           | Hoover Orsi      |
| 2002 | Cristiano da Matta | Lola Toyota        | Newman/Haas | -           |                  |

### NASCAR Truck Series
| Año  | Piloto      | Marca |
| ---- | ----------- | ----- |
| 2000 | Joe Ruttman | Dodge |
| 2001 | Scott Riggs | Dodge |

- Datos: Q2149852
- Multimedia: Sportsman's Park (Illinois) / Q2149852